# Omloop Het Volk 1996
L'Omloop Het Volk 1996, cinquantesima edizione della corsa, si svolse il 2 marzo. Fu vinto dal belga Tom Steels della squadra Mapei-GB davanti al connazionale Hendrik Redant e al tedesco Olaf Ludwig.

## Ordine d'arrivo (Top 10)
| Pos. | Corridore           | Squadra               | Tempo    |
| ---- | ------------------- | --------------------- | -------- |
| 1    | Tom Steels          | Mapei-GB              | 5h06'00" |
| 2    | Hendrik Redant      | TVM-Farm Frites       | s.t.     |
| 3    | Olaf Ludwig         | Team Deutsche Telekom | s.t.     |
| 4    | Herman Frison       | Lotto-Isoglass        | s.t.     |
| 5    | Edwig Van Hooydonck | Rabobank              | s.t.     |
| 6    | Wilfried Peeters    | Mapei-GB              | a 16"    |
| 7    | Ludo Dierckxsens    | Tönissteiner-Saxon    | a 18"    |
| 8    | Jelle Nijdam        | TVM-Farm Frites       | a 45"    |
| 9    | Johan Capiot        | Collstrop-Lystex      | s.t.     |
| 10   | Gianluca Pianegonda | Team Polti            | s.t.     |